# Violarite
La violarite (simbolo IMA: Vio) è un minerale del supergruppo dello spinello e in particolare dei tiospinelli, nella cui famiglia occupa un posto nel sottogruppo della linnaeite; appartiene alla classe minerale dei "solfuri e solfosali" con composizione chimica FeNi2S4 che in alcune pubblicazioni viene scritta anche come Fe2+Ni3+2S4 quindi, da un punto di vista chimico, è un solfuro di ferro-nichel.

## Etimologia e storia
La violarite è stata scoperta nella miniera "Vermiglio" vicino a Denison, nella provincia canadese dell'Ontario. Fu descritto nel 1924 da Waldemar Lindgren e W. Myron Davy, che chiamarono il minerale dalla la parola latina violaceus per viola, in riferimento al suo colore.

## Classificazione
Nella Sistematica dei lapis (Lapis Systematik) di Stefan Weiß la violarite è elencata nella classe dei "solfuri e solfosali" e nella sottoclasse dei "solfuri con [il rapporto di massa] metallo:S,Se,Te < 1:1", dove il minerale forma il "gruppo della linnaeite" insieme a bornhardtite, carrollite, cuprokalininite, daubréelite, fletcherite, florensovite, greigite, cadmoindite, kalininite, linnaeite, polidimite, siegenite, trüstedtite, tyrrellite e indite con il numero di sistema II/D.01.
La nona edizione della classificazione dei minerali di Strunz, aggiornata dall'IMA fino al 2009, elenca la violarite nella classe "2. Solfuri e solfosali (solfuri, seleniuri, tellururi; arseniuri, antimoniuri, bismuturi; solfoarseniuri, solfoantimonuri, solfobismuturi, ecc.)" e nella sottoclasse "2.D Solfuri metallici, M:S = 3:4 e 2:3"; questa viene ulteriormente suddivisa in base al rapporto tra metallo (M) e zolfo (S) in modo che la violarite possa essere trovata nella sezione "2.DA M:S = 3:4" dove insieme a cadmoindite, cuproiridsite, cuprokalininite, cuprorhodsite, ferrorhodsite, fletcherite, florensovite, greigite, kalininite, malanite, trüstedtite, bornhardtite, carrollite, daubréelite, indite, linnaeite, polidimite, siegenite, tyrrellite e xingzhongite forma il sistema nº 2.DA.05.
Tale classificazione è mantenuta anche nell'edizione successiva, proseguita dal database "mindat.org" e chiamata Classificazione Strunz-mindat dove ai minerali già citati si aggiungono berndlehmannite, joegoldsteinite, nickeltyrrellite e shiranuiite.
Anche la classificazione dei minerali secondo Dana, utilizzata principalmente nei paesi di lingua inglese, classifica la violarite nella classe dei "solfuri e solfosali" e lì nella sottoclasse dei "minerali solfuri"; la si trova nel "gruppo della linnaeite (isometrico: Fd3m)" con il numero di sistema 02.10.01 nella sottosezione dei "solfuri – compresi seleniuri e tellururi – con la composizione AmBnXp, con (m+n):p = 3:4".

## Abito cristallino
La violarite cristallizza nel sistema cubico col gruppo spaziale Fd3m (gruppo nº 227) con la costante di reticolo a = 9,45 Å, oltre ad avere 8 unità di formula per cella unitaria.

## Origine e giacitura
La violarite si forma da processi idrotermali dalla pentlandite e si trova solitamente come minerale accessorio nei minerali di ferro-nichel.
La violarite è stata rilevata in tutto il mondo in circa 235 siti. Oltre alla sua località tipo "Vermilion Mine" vicino a Denison, il minerale è stato trovato in molte altre miniere nelle province di Manitoba, Ontario e Québec, nonché a St. Stephen nella provincia del Nuovo Brunswick, nella "Tilt Cove Mine" a Betts Cove a Terranova, nella "Rottenstone Mine" nella provincia del Saskatchewan e nel deposito Wellgreen rame-nichel-PGM a Kluane vicino a Whitehorse nello Yukon.
In Italia la violarite è stata trovata in diverse regioni: a Saint-Marcel (Val d'Aosta); a Ceranesi (Liguria); a Lanzada (Lombardia); a Balangero (Piemonte); a Buscemi (Sicilia); a Roncegno Terme e Daone (Trentino-Alto Adige).
In Germania, la violarite è stata trovata solo nella miniera "Friedrich-August" vicino a Dachsberg vicino a St. Blasien nel Baden-Württemberg, nella miniera "Lammerichskaule" vicino a Oberlahr e sul Moschellandsberg vicino a Obermoschel in Renania-Palatinato, nel deposito di solfuro vicino a Sohland an der Spree sulla Sprea in Alta Lusazia in Sassonia e nel deposito di uranio di Ronneburg in Turingia. In Svizzera, la violarite è stata rinvenuta vicino alla Val Sursette nel Canton Grigioni, in diverse miniere nel comune di Ayer (in Val d'Anniviers) e sullo Schwarzhorn nella valle di Binn nel Canton Vallese.
Altre località sono sparse in diversi Paesi del mondo.

## Forma in cui si presenta in natura
La violarite è opaca e forma solo aggregati piccoli o massicci, con lucentezza metallica e lucente. Alla normale luce del giorno, di solito mostra un colore grigio-violetto, che aumenta fino a diventare un viola chiaramente visibile se illuminato dalla luce incidente. Il minerale lascia uno striscio nero sulla mattonella di prova.